# 名偵探柯南：唐紅的戀歌
《名偵探柯南：唐紅的戀歌》，是改編自日本漫画家青山剛昌漫画系列《名偵探柯南》的第21部剧场版，2017年於日本上映。本作由静野孔文執導，推理作家大倉崇裕編劇。

## 概要
- 本片是第21部《名偵探柯南》劇場版。講述江户川柯南一行人前往大阪時遇上的事件。[2]
- 本片是繼劇場版《名偵探柯南：迷宮的十字路》後，再度以京都為背景的電影。
- 服部靜華、大岡紅葉、伊織無我首度於電影版登場。
- 前20部劇場版中均登場的警視廳人員目暮十三本次無登場，本片為目暮十三第一次沒有出現在劇場版中。
- 《名偵探柯南：唐紅的戀歌》於2017年4月15日在日本上映，所獲評價多為正面。票房方面，在日本的總票房為68.9億日幣，是《名偵探柯南》系列電影中票房最高的一部，直到隔年的劇場版《名偵探柯南：零的執行人》上映後才被超越。此外，本片入圍了日本電影學院獎最佳動畫片獎。

## 劇情
某天早上，皋月會會員矢島俊彌觀看著往年皋月杯決賽的錄影帶。這時有人手持武士刀進入矢島的房間用刀鞘將矢島給擊斃，鮮血四濺，矢島身旁的歌牌也散落一地。當天下午江戶川柯南、毛利蘭和少年偵探團陪著毛利小五郎到大阪日賣電視台與皋月會會長阿知波研介會談。在阿知波會長到場前，眾人先觀看了高中生皋月杯的彩排，由改方學園的枚本未來子對上泉心高中的大岡紅葉。同是改方學園歌牌社成員的遠山和葉也在現場，而她的青梅竹馬兼高中生偵探服部平次也陪著她。彩排結束後，眾人走在走廊上，這時平次在轉角撞上紅葉。紅葉一看見平次就流下眼淚並說平次就是她的未婚夫，令眾人大吃一驚。
與此同時，大阪府警收到一封預告電郵，寄件人揚言要炸毀日賣電視台並附有一張歌牌。電視台的眾人隨即接獲通報要撤離日賣電視台，但未來子無法棄皋月會珍藏的皋月杯決賽用歌牌不顧便折回去拿，平次與和葉也折回去等她。這時電視台突然爆炸，未來子雖然逃出去可是卻手臂受傷，但平次與和葉被火勢困住無路可逃。平次帶著和葉前往電視台屋頂，柯南從隔壁大樓用阿笠博士發明的滑板飛越至電視台屋頂救援兩人。平次與和葉成功逃脫，但柯南卻受困在屋頂。他試圖用滑板衝刺以跳進一旁的河裡，但因速度不夠而即將衰落至地面，所幸平次在半空中接住他一同落入河裡。
事後，未來子為了救出皋月杯決賽用歌牌而手臂骨折無法參加高中生皋月杯，因此和葉代替未來子上場。這時紅葉向和葉下戰帖出她們之中獲勝的人可以向平次告白。和葉答應紅葉的挑戰後開始特訓，這時平次之母兼前皋月杯女王池波靜華受平次之託前來指導和葉。同時柯南與平次前往矢島的命案現場，柯南發現矢島的手中原本握著一張歌牌，但不知是散落一地的歌牌中的哪一張便請灰原哀協助分析。兩人還發現矢島生前在看大岡當年打進皋月杯決賽的錄影帶。勘查完犯案現場後，柯南與平次開始監視阿知波會長和紅葉。
隔天，柯南與平次盤問同為皋月會會員的關根康史。關根因多次與矢島交手但皆落敗，且他曾提到矢島是被兇手給「打」死的（一般人聽到凶器是武士刀通常都會聯想到刺殺和砍殺），遭到两人怀疑。關根否認自己是兇手。關根接著與阿知波會長和紅葉坐車前往阿知波會館，但途中他卻因他的車子突然爆炸身受重傷昏迷不醒。柯南從灰原的分析結果發現矢島手中的歌牌中有提到紅葉，且在調查關根的車爆炸事件時得知關根在事發前有收到一份歌牌的圖檔。阿知波會長發現大阪府警收到的爆炸預告電郵上附的歌牌、矢島手中的歌牌和關根收到的歌牌都是名頃會創辦人名頃鹿雄的拿手牌。名頃會與皋月會素來不睦，五年前名頃曾向已逝時任皋月會會長兼阿知波研介之妻皋月夫人下戰帖，打賭輸家要解散自家的歌牌會，但他在開賽時完全不見蹤影後就這樣隱身多年，事後名頃會也因此解散。
事後，柯南與平次向阿知波會長盤問詳情，阿知波會長告訴兩人一個從未公開的秘密：皋月夫人在正式開賽前與名頃進行前哨戰時用的是皋月杯決賽用歌牌。前哨戰最後由阿知波皋月獲勝，而隔天名頃便臨陣脫逃不敢出賽。觀光完大阪的小蘭前往醫院將紅葉先前遺落的卡包交還給紅葉，並問起當年平次向她訂婚的事。紅葉說當時平次以外行人的身分參加歌牌比賽打敗她，而平次在賽後安慰她並說「下次見面我會娶妳當老婆」令小蘭備感驚訝。
在大批警力的戒備下，皋月杯如期在阿知波會館舉行。最後和葉和紅葉都闖進決賽，將在蓋在山壁上、瀑布旁的皋月堂決一死戰，讀手由阿知波會長親自擔任。另一方面，經大阪府警調查後，證實了平次的推理：關根也想知道名頃的下落便開始監視矢島，矢島遇害當天他發現情況不對進屋才發現矢島早已被人給殺害。同時一名可疑男子將比賽會場的消防系統關閉並受人之託將會場中的炸彈帶到林中的倉庫裡。他將炸彈啟動時發現時間所剩無幾。炸彈隨即爆炸把男子也成為炸成焦黑。柯南發現倉庫旁的樹上嵌入一枚紫色戒指，推測那為被燒成灰的男子是阿知波會長的前秘書海江田藤伍。柯南推測此舉是要營造出名頃已死的假象，隨後察覺兇手的最後目標就是在皋月堂的三人。
這時皋月堂底部已經起火。在皋月堂的決賽，和葉與紅葉勢均力敵，最後進入「命運戰」。同時平次與柯南騎摩托車試圖趕到皋月堂，兩人推理出真兇不是名頃而是阿知波會長。兩人也從有關阿知波會長的報導附的圖片而知，阿知波會長一向在妻子比賽前都會洗車，但名頃與皋月夫人比賽當天，照片中的車子卻是髒的，可見阿知波會長知道名頃根本不會出賽。兩人推論當年的前哨戰是皋月夫人落敗，而阿知波會長為了顧全名譽決定銷毀帶有殺人證據的歌牌，於是殺害發現證據的矢島並炸毀日賣電視台；但歌牌卻被未來子帶出來的緣故，只好改為在皋月堂中毀掉歌牌。平次駕著摩托車從一旁的山路飛越到皋月堂，柯南隨即使用足球發射皮帶射出巨大足球讓瀑布改向澆熄火焰。
得知事跡敗露的阿知波會長在皋月堂招出了一切：原來皋月夫人在當年的前哨戰中使用阿知波研介的其中一卷卡帶。但是她在早已經知道讀牌順序的這個優勢下落敗。皋月因為不想隔天再次落敗因此殺害名頃，事後她因病情越來越差的情況因此在兩年後病逝。阿知波會長為了妻子的名聲不被毀掉因此殺害矢島、炸毀日賣電視台，還把自己的動機怪在名頃的身上打算引爆裝在皋月堂的最後炸彈而自盡。這時紅葉告訴阿知波會長說出她的師傅名頃生前對他的初戀情人——皋月夫人產生鍾情因此會擅長歌牌，但是他被醫生告知自己的眼睛即將失明，所以他當時會和皋月夫人舉行前哨戰只不過是為了獲得月夫人的讚美，而隔天的正式賽便故意弃权既能保全皋月夫人的聲譽，同時也讓他無法繼續看顧的弟子有理由加入皋月會。但是完全不知情的皋月夫人最終犯下無可挽回的過錯殺害名頃，令聽聞真相經過的阿知波會長為自己犯下的罪行感到懊悔不已。
儘管火已熄滅，但皋月堂已脆弱不堪逐漸倒塌。柯南、阿知波會長和紅葉透過電梯成功逃生，而平次與和葉則藉著引爆炸彈的威力騎著摩托車衝到對面山壁倖免於難。最後紅葉勝過和葉來找平次告白，並告訴平次和她年幼時的約定，不過平次說他當時講的話是「下次見面我會更用力取牌（今度会うたら、つよめにとる）」（日文音近「下次見面我會娶妳當老婆（今度会うたら、よめにとる）」少一個"つ"）。雖然如此紅葉還是說她不會放棄追求平次（之後於特別篇『名偵探柯南：紅之校外旅行』再次登場）。

## 登場角色

### 原作角色
| 角色                   | 配音                      | 配音                  | 配音                  | 簡介 |          |
| 角色                   | 日本                      | 臺灣                  | 香港                  | 簡介 |          |
| 主要人物               | 主要人物                  | 主要人物              | 主要人物              | 主要人物 | 主要人物 |
| ---------------------- | ------------------------- | --------------------- | --------------------- | --- | -------- |
| 江戶川柯南             | 高山南                    | 蔣篤慧                | 周恩恩                | 本作品男主角，原高中生名偵探工藤新一，被黑暗組織的琴酒灌下毒藥而縮小身體變成小孩，後化名為江戶川柯南，寄住在毛利家中並暗中調查黑暗組織。 |          |
| 工藤新一               | 山口勝平                  | 劉傑                  | 李家傑                | 本作品男主角，原高中生名偵探工藤新一，被黑暗組織的琴酒灌下毒藥而縮小身體變成小孩，後化名為江戶川柯南，寄住在毛利家中並暗中調查黑暗組織。 |          |
| 毛利蘭                 | 山崎和佳奈                | 魏晶琦                | 王慧珠                | 新一的青梅竹馬，運動神經發達，擅長空手道，曾獲得全國高中空手道關東大賽的冠軍。 |          |
| 灰原哀                 | 林原惠                    | 魏晶琦                | 陳子瑩                | 柯南的搭檔兼好友，本名宮野志保，原黑暗組織科學家雪莉。吃下毒藥而縮小身體，逃離組織後寄住在阿笠家中，並化名灰原哀。 |          |
| 毛利小五郎             | 小山力也                  | 曹冀魯                | 黃志明                | 小蘭的父親，英理的丈夫，私家偵探，外號沉睡小五郎，原刑警，辭職後在家開設毛利偵探事務所。 |          |
| 關鍵人物               |                           |                       |                       | |          |
| 服部平次               | 堀川亮比嘉久美子 （幼年） | 曹冀魯魏晶琦 （幼年） | 陳健豪莊巧兒 （幼年） | 本作劇場版「關鍵人物」之一。知名的關西高中生偵探，與和葉互相暗戀，和新一是好友，為劍道高手，說話時帶有濃厚關西腔。在本作與柯南一同調查案件。                                                                                                   |          |
| 遠山和葉               | 宮村優子                  | 蔣篤慧                | 陳子瑩                | 本作劇場版「關鍵人物」之一。平次的青梅竹馬，與平次互相暗戀，和小蘭是好友，為合氣道高手。在本作代替枚本未來子參加歌牌比賽。 |          |
| 大岡紅葉               | 雪野五月                  | 傅其慧                | 顧詠雪                | 本作劇場版「關鍵人物」之一，本作劇場版初登場，後於原作中登場。17歲，胸部很大的女高中生，非常擅長歌牌，師承名頃鹿雄，皋月會成員，連續兩年的高中生歌牌大賽冠軍，被譽為「未來的女王」。喜歡服部平次，因幼時與平次的約定，認定平次是她未來的丈夫。 |          |
| 朋友相關人物           |                           |                       |                       | |          |
| 阿笠博士               | 緒方賢一                  | 吳文民                | 黃啟明                | 工藤家的鄰居兼好友，科學家兼發明家，會發明出一些道具讓柯南在案件中使用，在灰原哀逃離黑暗組織後收留她。 |          |
| 吉田步美               | 岩居由希子                | 傅其慧                | 莊巧兒                | 三人為帝丹小學一年級生，後來與轉學生柯南和灰原一同組成少年偵探團。 |          |
| 小嶋元太               | 高木涉                    | 劉傑                  | 陳志強                | 三人為帝丹小學一年級生，後來與轉學生柯南和灰原一同組成少年偵探團。 |          |
| 圓谷光彦               | 大谷育江                  | 魏晶琦                | 顧詠雪                | 三人為帝丹小學一年級生，後來與轉學生柯南和灰原一同組成少年偵探團。 |          |
| 鈴木園子               | 松井菜櫻子                | 傅其慧                | 莊巧兒                | 小蘭的好友兼同學，鈴木財團的二千金，時常邀請毛利家參加各式的宴會活動，與京極真是戀人關係。 |          |
| 京極真                 | 檜山修之                  | 曹冀魯                |                       | 全日本空手道黑帶的冠軍，有著400連勝紀錄，外號「蹴擊貴公子」，與鈴木園子是戀人關係。 |          |
| 大阪府、京都府相關人物 |                           |                       |                       | |          |
| 伊織無我               | 小野大輔                  | 陳幼文                | 陳志強                | 本作劇場版初登場，後於原作中登場。大岡紅葉家中的管家，曾化名「和田進一」於白羅咖啡廳監視服部平次。 |          |
| 服部平藏               | 山路和弘                  | 劉傑                  | 李家傑                | 大阪府警的總部長（警視監）。平次的父親，其推理能力遠在新一和平次之上。 |          |
| 遠山銀司郎             | 寺杣昌紀                  | 陳幼文                | 陳志強                | 大阪府警的刑事部長（警視長），和葉的父親，平藏的下屬兼左右手。 |          |
| 大瀧悟郎               | 若本規夫                  | 吳文民                | 黃志明                | 大阪府警的警官（警部），與服部家及遠山家的關係良好。 |          |
| 綾小路文麿             | 置鮎龍太郎                | 陳幼文                | 李家傑                | 京都府警的的警官（警部），出身官宦家庭，外號貴族警部，辦案時常帶著「自己最好的朋友」斑紋松鼠。 |          |
| 服部靜華               | 勝生真沙子                | 傅其慧                | 莊巧兒                | 平次的母親，是一位深藏不露的劍道高手，身手相當敏捷俐落，曾經的歌牌女王。 |          |

### 本作角色
| 角色           | 配音         | 配音         | 配音         | 簡介 |              |
| 角色           | 日本         | 臺灣         | 香港         | 簡介 |              |
| 本作主要人物   | 本作主要人物 | 本作主要人物 | 本作主要人物 | 本作主要人物 | 本作主要人物 |
| -------------- | ------------ | ------------ | ------------ | --- | ------------ |
| 枚本未來子     | 吉岡里帆     | 傅其慧       | 莊巧兒       | 皋月會的會員之一，在去年的高中生皋月杯爭奪戰進入前4名，同時也是服部平次和遠山和葉所就讀改方學園高中的二年級學生，歌牌社的社長。因歌牌社的人數一直下降，和葉為了不讓歌牌社倒閉，答應未來子掛名成為幽靈社員。為保護皋月會歌牌不被日賣電視台炸彈波及，而導致手臂被砸傷骨折。 |              |
| 關根康史       | 宮川大輔     | 陳幼文       |              | 皋月會的會員，職業是攝影師。在皋月會的歌牌實力堅強，曾經多年晉級決賽，並多次與矢島俊彌交手，未來以名人寶座為目標。得知矢島調查名頃的下落，是第一位發現矢島遭到殺害的人，誤以為是名頃所為，所以把殺害現場佈置為強盜殺人。後在車上被炸彈炸傷。                              |              |
| 阿知波研介     | 阪脩         | 吳文民       | 陳志強       | 皋月會的會長，本業是不動產企業「阿知波不動産」的社長，在地方的不動產界相當知名，有「浪花的不動產王」的稱呼。其妻為阿知波皋月，皋月會的名稱即源自她的名字。於妻子病逝後接任皋月會的會長。本作幕後主使者，動機為隱瞞皋月殺害名頃的事。                                      |              |
| 名頃鹿雄       | 一条和矢     | 劉傑         | 黃志明       | 名頃會創辦人，初戀是阿知波皋月，曾向阿知波皋月下戰帖，在比賽前一天與皋月進行前哨戰，因打敗皋月，導致皋月受不了打擊，而遭皋月殺害。遺體被藏在皋月堂。 |              |
| 海江田藤伍     | 石井康嗣     | 陳幼文       |              | 阿知波研介的前秘書，手上戴著一枚大戒指，受阿知波研介的委託在日賣電視台、關根的車和皋月堂放置炸彈，最後在阿知波研介的設計下啟動了會立即引爆的炸彈而被炸死。 |              |
| 矢島俊彌       | 石川英郎     | 劉傑         | 李家傑       | 皋月會的團員，本業為釀酒廠的小開，也是參加皋月會所舉辦的「皋月杯」選手之一，因為實力堅強，每年都會進入決賽。因調查皋月會歌牌上的血跡而遭殺害。 |              |
| 阿知波皐月     | 吉田美保     | 魏晶琦       |              | 阿知波研介之妻，20年前創設皋月會，為初代會長。五年前與名頃鹿雄比賽的前一天進行前哨戰，因打輸受不了打擊而殺害了名頃鹿雄，也因此在兩年後病逝。 |              |
| 本作其他人物   |              |              |              | |              |
| 阿知波的秘書   | 齋賀光希     | 魏晶琦       |              | |              |
| 電視台製作人   | 大西健晴     | 陳幼文       |              | |              |
| 電視台工作人員 | 小伏伸之     | 吳文民       |              | |              |
| 電視台廣播     | 進藤尚美     | 傅其慧       |              | |              |
| 警備員         | 高塚正也     | 劉傑         |              | |              |
| 警官           | 福島潤       | 吳文民       |              | |              |

## 製作

### 發展
前作導演靜野孔文回歸該片，日本推理作家大倉崇裕擔綱編劇。
由於近幾年來的劇場版都以動作元素為主軸，《名偵探柯南》的粉絲備感不滿。据原作者青山剛昌在新加坡的作家節回答读者提问时的发言，《名偵探柯南：唐紅的戀歌》将是比较纯的推理故事。制片人对編劇從推理和戀愛故事兩方面撰寫劇本也表示同意。該片亦受到末次由紀創作的漫畫《花牌情緣》之真人劇場版的影響，如《百人一首》、歌牌和角色設計的部分。
電影以日本關西地區的大阪、京都做為劇情的舞台。本作中被炸毀的日賣電視台大樓，原型為位於大阪的讀賣電視台大樓。

### 配音
聲演遠山和葉的宮村優子原本因罹患甲狀腺疾病考慮退出，但在劇組挽留下繼續配音。2017年2月16日，據報導，搞笑藝人宮川大輔和女演員吉岡里帆將擔任該片的嘉賓聲優，兩人負責配音的角色分別為枚本未來子和關根康史。沒有過配音經驗的宮川大輔對於受邀配音既興奮又緊張，不過他表示「在聽說配的是一個講著關西腔的角色之後就稍稍放心了」。吉岡里帆是柯南的粉絲，且同樣是第一次配音，令她備感壓力。《週刊少年Sunday》2017年第17號中公布了小野大輔即將為片中角色伊織無我配音的消息。該片的配音部分於同年2月25日進行。

### 製作人員
- 原作：青山剛昌
- 製作：久保雅一、小石川伸哉、中山良夫、都築伸一郎、大田圭二、鈴木義治
- 編劇：大倉崇裕
- 音樂：大野克夫
- 企劃製作人：淺井認、諏訪道彥、小島哲
- 原案協力：佐上靖之、繩田正樹、市原武法、安達佑斗、吉田有里、薄谷正和
- 監督、分鏡：靜野孔文
- 分鏡協力：寺岡嚴、金井次郎、永岡智佳、工藤隆光
- 助監督：永岡智佳
- 演出：靜野孔文、菅井嘉浩、濁川敦、篠原啟輔
- 小學館配音體驗者：濱田流那、安藤涼、毛利綾斗、新里桃子、宮田胡桃
- 人物設定、總作畫監督：須藤昌朋
- 作畫監督：岩井伸之、清水義治、堀內博之、野武洋行、高橋成之、岩佐裕子、廣中千惠美、飯田清貴等
- 動作作畫監督：金井次朗、椛島洋介、安藤義信等
- 作畫監督補佐：吉見京子、三浦雅子、本吉晃子、井元愛夕、福永智子、中島里恵、大高美奈、高橋恆星
- 原畫：STUDIO COMET、Telecom Animation Film以及金井次郎、森久司、清水義治、堀內博之等
- 第二原畫：STUDIO MAUSU、模擬、XEBECzwei、B.S.P以及近藤奈都子、奧本靜香等
- 作品設計：小川浩
- 美術設定：寺岡巖
- 動畫檢查：奧本靜香、堀之內梨繪、一條望等
- 動畫：奧本靜香、伊藤皋月、赤木菀緒等
- Wish：XEBECzwei、J&K CORPORATION、RIC、drop以及一條望、田中菜菜美、寺島幸一等
- 色彩設計：中尾總子
- 色指定、上色檢查：中尾總子、藤田舞、大本真希、牟田智美、妻鹿真琴、井端直哉、望月順子等
- 檢查輔佐：高橋佑、岡宮志帆、高橋友子等
- 數位繪畫Wish：Studio elle、Asahi Production以及奧井惠美子、井上泉、寺島伸彌、千葉陽子等
- 特殊效果：林好美
- 美術監修：石垣努
- 美術監督：福島孝喜、佐藤勝
- 3D背景導演：長谷川弘行
- OP背景：柏村名香、中島愛美
- 背景：Y.A.P. Ishigaki Production、A-1 Pictures美術班、NAM HAI、アートチームコンホイ等
- 攝影監督、主標題CG動畫：西山仁
- 數位合成：T.D.F
- 攝影協力：Studio雲雀
- 3D CGI：木下株式會社、StudioBACU、Juliajapan、天狗工房等
- 音響製作：AUDIO PLANNING U
- 音響監督：浦上靖之、浦上慶子
- Mixer：田中章喜、小沼則義（助手）
- 音響製作：太田惠理子、原加奈子
- 音響效果：橫山正和、橫山亞紀、山田香織
- 音樂製作人：近藤貴郎、大野久子
- 音樂協力：讀賣電視台
- 剪輯：岡田輝滿
- HD剪輯：藤田育代、T.D.B
- 廣報：小林杏奈、藤生朋子等
- CG監督：松倉大樹、齋藤裕允
- 故事編輯：飯岡順一
- 商品總監：小沼俊
- 企劃製作人：淺井認、諏訪道彥、小島哲
- 動畫製作人：三浦陽兒
- 製作人：近藤秀峰、米倉功人、石山桂一
- 動畫製作：TMS/V1 Studio
- 「名偵探柯南 唐紅的戀歌」製作委員會
  - 小學館
  - 讀賣電視台
  - 日本電視台
  - ShoPro
  - 東寶株式會社
  - TMS娛樂
- 發行：東寶

## 音樂

### 主題曲
| 類別   | 曲名              | 作詞     | 作曲     | 演唱     |
| ------ | ----------------- | -------- | -------- | -------- |
| 主題曲 | 渡月橋 ～想念你～ | 倉木麻衣 | 徳永暁人 | 倉木麻衣 |

曾與《名偵探柯南》合作過20次的女歌手倉木麻衣演唱了該片的主題曲〈渡月橋 ～想念你～〉。同時，為了紀念與《名偵探柯南》最多的合作次數，官方也製作特別的標誌。同時「名偵探柯南X倉木麻衣」的21次合作將申請金氏世界紀錄，官方也架設「名偵探柯南X倉木麻衣」的特設網站。該曲於倉木麻衣日本全國LIVE「Mai Kuraki Live Project 2017「SAWAGE☆LIVE」」中首度揭曉。2017年3月14日，倉木麻衣官方釋出倉木麻衣穿著和服演唱該歌曲的55秒預告。該曲於2017年4月12日開始在日本販售。

### 配樂
該片的配樂由日本音樂作家大野克夫編曲製作。製作名偵探柯南動畫音樂的音樂製作公司Being（ビーイング）於2017年4月12日開始販售《名偵探柯南：唐紅的戀歌》的電影配樂CD「名偵探柯南劇場版『唐紅的戀歌』電影原聲集」。
| 名偵探柯南劇場版「唐紅的戀歌」電影原聲集 | 名偵探柯南劇場版「唐紅的戀歌」電影原聲集 | 名偵探柯南劇場版「唐紅的戀歌」電影原聲集 |
| 曲序                                     | 曲目                                     | 时长                                     |
| ---------------------------------------- | ---------------------------------------- | ---------------------------------------- |
| 1.                                       | 暗中接近的黑影（忍びよる影）                       | 0:43                                     |
| 2.                                       | crime（クライム）                                |                                          |
| 3.                                       | 小倉百人一首（小倉百人一首）                         |                                          |
| 4.                                       | 名偵探柯南主題曲（唐紅版）（名探偵コナン メイン・テーマ（から紅ヴァージョン））           |                                          |
| 5.                                       | 想要的歌牌（あこがれのカルタ）                           |                                          |
| 6.                                       | 一如往常的小五郎（いつもの小五郎）                     |                                          |
| 7.                                       | 情況說明（状況説明）                             |                                          |
| 8.                                       | 殺人現場（殺人現場）                             |                                          |
| 9.                                       | 一觸即發（一色即発）                             |                                          |
| 10.                                      | 和葉的追求（和葉の追求）                           | 0:36                                     |
| 11.                                      | 事件發生（事態発生）                             | 0:50                                     |
| 12.                                      | 全員退避！（全員退避！）                           | 1:41                                     |
| 13.                                      | 要守護的物品（守るべきもの）                         | 0:47                                     |
| 14.                                      | 爆炸（）                                 |                                          |
| 15.                                      | 疏散避難（避難誘導）                             |                                          |
| 16.                                      | 逃走的二人（逃げる二人）                           |                                          |
| 17.                                      | blaster・brass（ブラスター・ブラス）                       |                                          |
| 18.                                      | 崩壞（）                                 |                                          |
| 19.                                      | 危機（）                                 |                                          |
| 20.                                      | 奔跑的柯南（走れコナン）                           | 1:26                                     |
| 21.                                      | 靜好之時（やすらぎの時）                             |                                          |
| 22.                                      | 悲傷的練習曲（悲しみのエチュード）                         |                                          |
| 23.                                      | 雙葉之歌（双葉の調べ）                             |                                          |
| 24.                                      | 挑戰書（宣戦布告）                               |                                          |
| 25.                                      | 回憶（）                                 |                                          |
| 26.                                      | heavy movement（ヘビー・ムーブメント）                       |                                          |
| 27.                                      | 現場確認（現場確認）                             |                                          |
| 28.                                      | 察覺到的二人（気づいた二人）                         |                                          |
| 29.                                      | 新的情報（新たな情報）                             |                                          |
| 30.                                      | 平靜之時（和やかな時）                             |                                          |
| 31.                                      | fanfare2017（ファンファーレ2017）                          |                                          |
| 32.                                      | 阿笠博士的段落（阿笠博士の段）                       |                                          |
| 33.                                      | 平次與和葉（平次と和葉）                           |                                          |
| 34.                                      | 靜華之曲（静華の調べ）                             |                                          |
| 35.                                      | 夜間小憩（夜のティータイム）                             |                                          |
| 36.                                      | 秘密送行（密かな見送り）                             |                                          |
| 37.                                      | 小蘭的擔心（蘭の気づかい）                           |                                          |
| 38.                                      | 迷影重重（深まる謎）                             |                                          |
| 39.                                      | 小五郎的追求（小五郎の追求）                         |                                          |
| 40.                                      | 皋月堂（皐月堂）                               |                                          |
| 41.                                      | 案件又起（また事件が）                             |                                          |
| 42.                                      | 阿知波的回想（阿知波の回想）                         |                                          |
| 43.                                      | 失蹤之謎（失踪の謎）                             |                                          |
| 44.                                      | 吹過紅葉的風暴（紅葉に吹く嵐）                       |                                          |
| 45.                                      | 兩人的推理（二人の推理）                           |                                          |
| 46.                                      | 命運的百人一首（運命の百人一首）                       |                                          |
| 47.                                      | 回憶再起（おもひではふたたび）                             |                                          |
| 48.                                      | 小蘭和若葉（蘭と若葉）                           |                                          |
| 49.                                      | 平次與和葉II（ II）                      |                                          |
| 50.                                      | 各自的回憶（それぞれの思い）                           |                                          |
| 51.                                      | touch panel（タッチパネル）                          |                                          |
| 52.                                      | 比賽會場（試合会場）                             | 1:28                                     |
| 53.                                      | monitoring（モニタリング）                           |                                          |
| 54.                                      | dark movement（ダーク・ムーブメント）                        |                                          |
| 55.                                      | real target（リアル・ターゲット）                          |                                          |
| 56.                                      | 烈火熊熊（大炎上）                             |                                          |
| 57.                                      | 柯南與平次的推理（コナンと平次の推理）                     |                                          |
| 58.                                      | 唐紅的解謎（から紅の謎解き）                           |                                          |
| 59.                                      | 哀傷的意外（哀しい出来事）                           |                                          |
| 60.                                      | 紅葉的真實（紅葉の真実）                           |                                          |
| 61.                                      | 柯南Rescue（コナン・レスキュー）                           | 1:58                                     |
| 62.                                      | 戀歌（）                                 |                                          |
| 63.                                      | 雙葉之歌II（双葉の調べ II）                           |                                          |
| 64.                                      | touch（タッチ）                                |                                          |
| 65.                                      | 久違的邂逅（めぐりあひて）                           |                                          |

## 宣傳與推廣
2016年11月30日，《週刊少年Sunday》2017年第1號中公布了本作的标题、劇情梗概、预告图像、原作者青山剛昌的手繪海報。2016年12月22日於日本販售的「周刊少年Sunday S」2017年2月號中，附贈「唐紅的绘图明信片」（から紅の絵葉書），其內容為青山剛昌的手繪海報。2017年1月18日，官方網站更新以劇情主場景的「近江神宮」、楓葉和歌牌飛舞的橫向電影正式海報及紅紫色的徽章，同時也公開片中主角毛利蘭、服部平次與灰原哀各自的《百人一首》和歌牌。2月16日，片方公布角色樣貌、介紹。
2017年4月1日，《名偵探柯南》官方推出以「名偵探平次」為主題的愚人节活動，當天播出的《滿口謊言的委託人（前篇）》數碼重映版開頭為服部平次的開場白，漫畫也相應推出了五款《名偵探平次》可替換書皮。上映當天，電視版第855話、《名偵探柯南：唐紅的戀歌》的相關故事《消失的黑帶之謎》也同時播出。該集解釋了為何劇中園子沒有隨柯南一行人前往大阪。

## 上映與票房
日本方面，2017年4月1日至4月3日以及4月14日，該片在日本的東京、福岡、大阪、名古屋及札幌等地舉行試映會。《名偵探柯南：唐紅的戀歌》於2017年4月15日在日本院線上映。
首映週末（4月15至16日），該片透過全日本368個大螢幕進帳12.87億日幣，刷新前作《名偵探柯南：純黑的惡夢》的紀錄，成為《名偵探柯南》系列電影中首週末票房最高的一部（直到隔年的劇場版《名偵探柯南：零的執行人》上映後才被超越）。隔週，該片收穫27.56億日幣，排名當週第二，僅次於新上映的《美女與野獸》。到了上映第44天（5月28日），該片的總票房已超越前作《名偵探柯南：純黑的惡夢》，成為歷代《名偵探柯南》劇場版中票房最高的一部（直到隔年的劇場版《名偵探柯南：零的執行人》上映後才被超越），同時接續自《名偵探柯南：絕海的偵探》以來保持的紀錄：每年上映的柯南劇場版都會打破去年劇場版的票房紀錄。上映第47天（6月1日），該片的觀影人次已達500萬人。最後，《名偵探柯南：唐紅的戀歌》在日本的總票房為68.9億日幣。該片是2017年本土票房最高的日本電影，也是有史以來日本票房第86高的電影。
臺灣方面，該片的全臺總票房為新台幣7,036萬元。
中国大陆院线并未引进本片，但本片仍于2020年5月22日18时在bilibili上线。

## 評價與榮譽
據琵雅株式會社在首映當天進行的觀眾滿意度調查，整體觀眾滿意度為92.2，排名第一。影評方面，2018年1月，該片入圍日本電影學院獎最佳動畫片獎，但最終敗給《春宵苦短，少女前進吧！》。

## 跨媒體展開
《名偵探柯南：唐紅的戀歌》的DVD及藍光光碟於2017年10月4日在日本發布。在日本，該片的DVD於發行首週賣出約2.3萬份，而藍光光碟則賣出約1.7萬份，皆排名當週第一。小學館亦推出該片的小說版和漫畫版，小說版於4月13日上市，而漫畫版上下兩冊則於同年10月18日推出。此外，小學館還於4月5日出版了《名偵探柯南電影指南2017》（名探偵コナンシネマガイド2017），其中收錄有角色介紹、劇情解說、電影舞台的大阪和京都之街道介紹。

## 電視播出
2018年4月20日，《名偵探柯南：唐紅的戀歌》在日本電視節目《金曜ロードSHOW!》首播，關東地區的收視率達10.8%，成為日本首播收視率最高的動畫電影。該片原定於4月13日（與《名偵探柯南：零的執行人》上映日同天）在電視上播出，但因日本動畫導演高畑勳於4月5日逝世，電視台改播他的作品《螢火蟲之墓》（1988年）以紀念他，於是《名偵探柯南：唐紅的戀歌》的電視首播往後延一週。

## 外部連結
- 劇場版『名偵探柯南：唐紅的戀歌』，存于 （日語）
- 名偵探柯南：唐紅的戀歌的Facebook專頁（繁體中文）
- 互联网电影数据库（IMDb）上《名偵探柯南：唐紅的戀歌》的资料（英文）
- 名探偵コナン から紅の恋歌 （页面存档备份，存于） - 東宝
- 名探偵コナン から紅の恋歌 （页面存档备份，存于） - allcinema
- 名探偵コナン から紅の恋 （页面存档备份，存于）歌 - KINENOTE
- 名探偵コナン から紅の恋歌 （页面存档备份，存于） - 文化庁日本映画情報システム
- 名探偵コナン から紅の恋歌 （页面存档备份，存于） - 映画.com ウィキデータを編集
- 名探偵コナン から紅の恋歌 （页面存档备份，存于） - Movie Walker
- 名探偵コナン から紅の恋歌 （页面存档备份，存于） - シネマトゥデイ
- 名探偵コナン から紅の恋歌 （页面存档备份，存于） - YouTube
- 在Netflix上觀看《名偵探柯南：唐紅的戀歌》